# Liming Xiang (socken i Kina)
Liming Xiang (kinesiska: 黎明, 黎明乡) är en socken i Kina. Den ligger i provinsen Yunnan, i den sydvästra delen av landet, omkring 280 kilometer sydväst om provinshuvudstaden Kunming. Antalet invånare är 10 145. Befolkningen består av 4 755 kvinnor och 5 390 män. Barn under 15 år utgör 15,0 %, vuxna 15-64 år 73 %, och äldre över 65 år 11,0 %.
Genomsnittlig årsnederbörd är 2 161 millimeter. Den regnigaste månaden är juli, med i genomsnitt 561 mm nederbörd, och den torraste är februari, med 28 mm nederbörd.